# Prêmio Pearl Meister Greengard
O Prêmio Pearl Meister Greengard (em inglês:  Pearl Meister Greengard Prize) é um prêmio de medicina para mulheres. 
O prêmio é uma doação do laureado com o Nobel de Fisiologia ou Medicina Paul Greengard e sua mulher Ursula von Rydingsvard. Greengard aplicou sua parte em dinheiro do Prêmio Nobel de 2000 na fundação do prêmio, gerenciado pela Universidade Rockefeller em Nova Iorque. O nome do prêmio homenageia a mãe de Greengard, Pearl Meister Greengard, que morreu em seu parto.
Concedido desde 2004, o prêmio é destinado a pesquisadoras de destaque em biomedicina. É dotado com 100.000 dólares dos Estados Unidos (situação em 2014). Dentre as premiadas estão as depois laureadas com o Prêmio Nobel Elizabeth Blackburn e Carol Greider.
Pertencem ao comitê do prêmio (situação em 2014) junto aos laureados com o Prêmio Nobel Richard Axel, Joseph Goldstein, Paul Nurse e Torsten Wiesel também as recipientes do Prêmio Pearl Meister Greengard Philippa Marrack e Joan Steitz, e também Cornelia Bargmann, Titia de Lange e Marc Tessier-Lavigne.